# Stade du Pays de Charleroi
A Stade du Pays de Charleroi egy labdarúgó-stadion Charleroiban, Belgiumban.
A stadion 1939-ben épült és még ugyanebben az évben megnyitották. Jelenleg a város legismertebb csapatának az R. Charleroi SC-nek az otthona. A 2000-es labdarúgó-Európa-bajnokság egyik helyszíne volt. A befogadóképességét az Eb alkalmával kibővítették 30 000 főre, azonban a tornát követően az átlagnézőszám messze nem igényelt ekkora kapacitású létesítményt, ezért folyamatosan történtek az átalakítások és mára lecsökkent 14 000 főre.

## 2000-es labdarúgó Európa-bajnokság
A 2000-es labdarúgó-Európa-bajnokság csoportmérkőzései közül három mérkőzés helyszínéül szolgált. 
| Dátum       | Időpont (CEST) | Pályaválasztó | Eredmény  | Vendég      | Forduló   | Nézők  |
| ----------- | -------------- | ------------- | --------- | ----------- | --------- | ------ |
| 2000.06.12. | 20.45          | Jugoszlávia   | 3:3 (0:1) | Szlovénia   | C csoport | 16 478 |
| 2000.06.17. | 20.45          | Anglia        | 1:0 (0:0) | Németország | A csoport | 30 000 |
| 2000.06.20. | 20.45          | Anglia        | 2:3 (2:1) | Románia     | C csoport | 30 000 |

## Külső hivatkozások
- Információk a stadionok.hu honlapján Archiválva 2013. április 6-i dátummal a Wayback Machine-ben